# Jodis inumbrata
Jodis inumbrata är en fjärilsart som beskrevs av W. Warren 1896. Jodis inumbrata ingår i släktet Jodis och familjen mätare. Inga underarter finns listade i Catalogue of Life.

## Bildgalleri

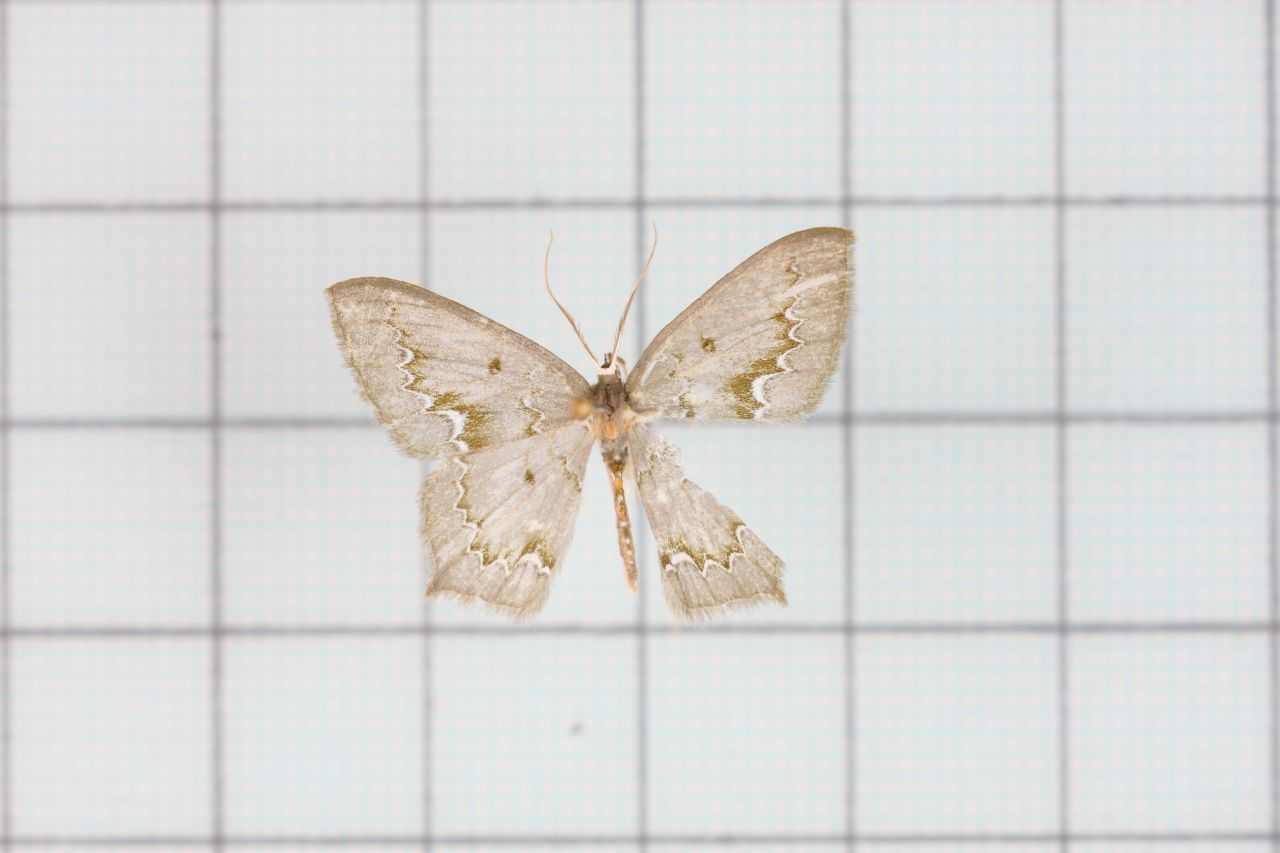